# گروجیسکو (شهرستان گووداپ)
گروجیسکو (به لهستانی:  Grodzisko) یک روستا در لهستان است که در گمینا بانگه مازورسکیه واقع شده‌است. گروجیسکو  ۲۵۰ نفر جمعیت دارد.